# Rochechouart (kráter)

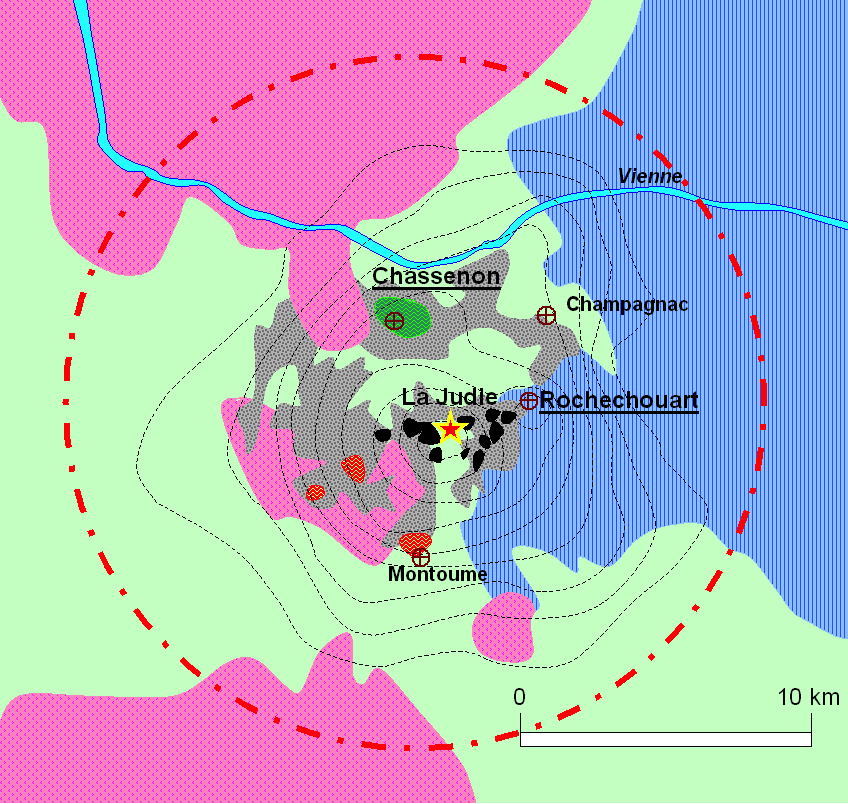
Mapa kráteru Rochechouart

Kráter Rochechouart je impaktní (dopadový) kráter, nacházející se na jihozápadě Francie. Byl vytvořen dopadem asi 2 kilometrové planetky v době pozdního triasu, zhruba před 207 miliony let. Má průměr asi 20 až 30 kilometrů. 
Dříve byl jeho vznik při velké srážce považován za možnou příčinu vymírání na pomezí triasu a jury (dnes datované na dobu před 201,3 milionu let), dnes ale víme, že kráter je příliš malý na to, aby mohl vzniknout ze srážky schopné vyvolat celosvětovou katastrofu. Navíc byl kráter nově datován na 206,9 milionu let, takže hranici trias–jura předchází přinejmenším o celých 5 milionů let. Byl pojmenován podle města Rochechouart, které se nachází přibližně v jeho geografickém středu.